# Мирко Лучић
Мирко Лучић (Купиново, код Даниловграда, 1918 — Фармаци, код Подгорице, децембар 1943), учесник Народноослободилачке борбе и народни херој Југославије.

## Биографија
Рођен је 1918. године у селу Купинову, код Даниловграда. Основну школу завршио је у манастиру Острогу. Од петнаесте године је радио као грађевински радник и као надничар у Острогу. Члан Савеза комунистичке омладне Југославије постао је у првој половини 1940. године.
Током Априлског рата био је у 48. артиљеријском пуку, који је водио борбе у Албанији. Током борби је био тешко рањен у главу, након чега је лечен у Цетињу.
Учесник Народноослободилачке борбе је од 1941. године. У Тринаестојулском устанку учествовао је у заузимању карабињерско-жандармеријске станице у Острогу и у борбама за ослобођење Даниловграда и Браленовице, на Вељем Брду, у Јаворовом Долу и другде. Учествовао је у бици за Пљевља 1. децембра 1941. године, као бомбаш на Малом Богишевцу. Митраљески рафал му је током борбе готово одсекао леву ногу, а десну сломио. Италијани су га заробили и пренели на лечење у пљеваљску болницу. Десна нога му је била ампутована.
Крајем јануара 1942. партијско руководство у Жабљаку га је заменило за једног заробљеног италијанског официра. Одмах после тога био је примљен за члана Комунистичке партије Југославије. Од тада па све до битке на Сутјесци био је војни и партијски руководилац при Централној болници НОВЈ. Као командант једног болничког ешалона за време битке на Неретви прешао је НеретваНеретву, Прењ и ХерцеговинаХерцеговину. После битке на Сутјесци успео је са групом бораца да се пробије до Црне Горе.
У селу Добруш на Пјешивцима ухватили су га четници и предали Немцима. У никшићком затвору остао је све до септембра 1943. године, када је пребачен у подгорички затвор. Немци су га крајем децембра исте године стрељали заједно са већом групом партизана и њихових симпатизера.
Указом Президијума Народне скупштине Федеративне Народне Републике Југославије, 10. јула 1952. године, проглашен је за народног хероја.